# Zeughaus (Weimar)

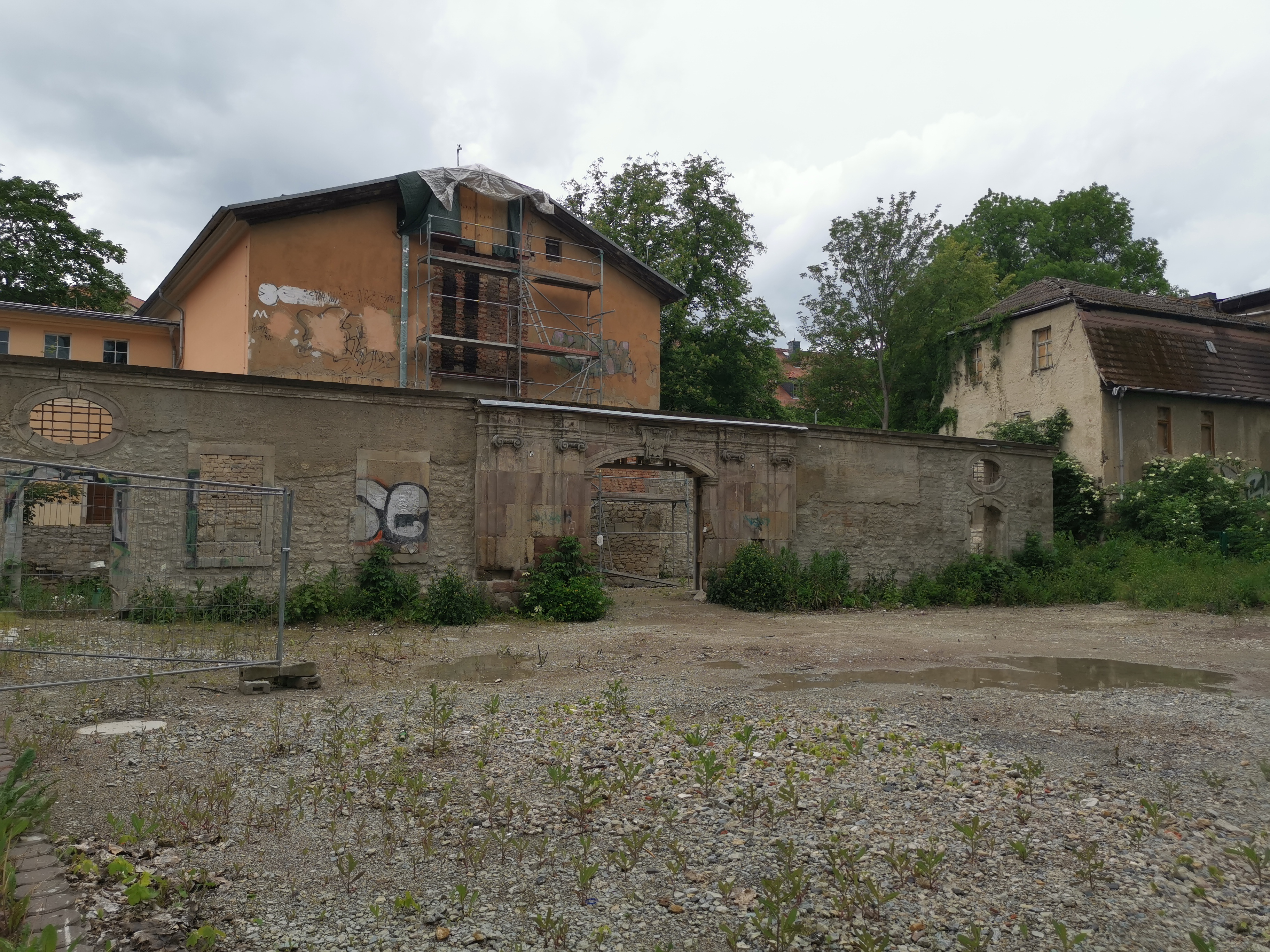
Ruine des Zeughauses von Osten, dahinter die ehemalige Wagenremise, heute Haus der Weimarer Republik;
über den verbliebenen Erdgeschossmauern des Zeughauses wurde inzwischen ein 2023 fertiggestellter Anbau errichtet

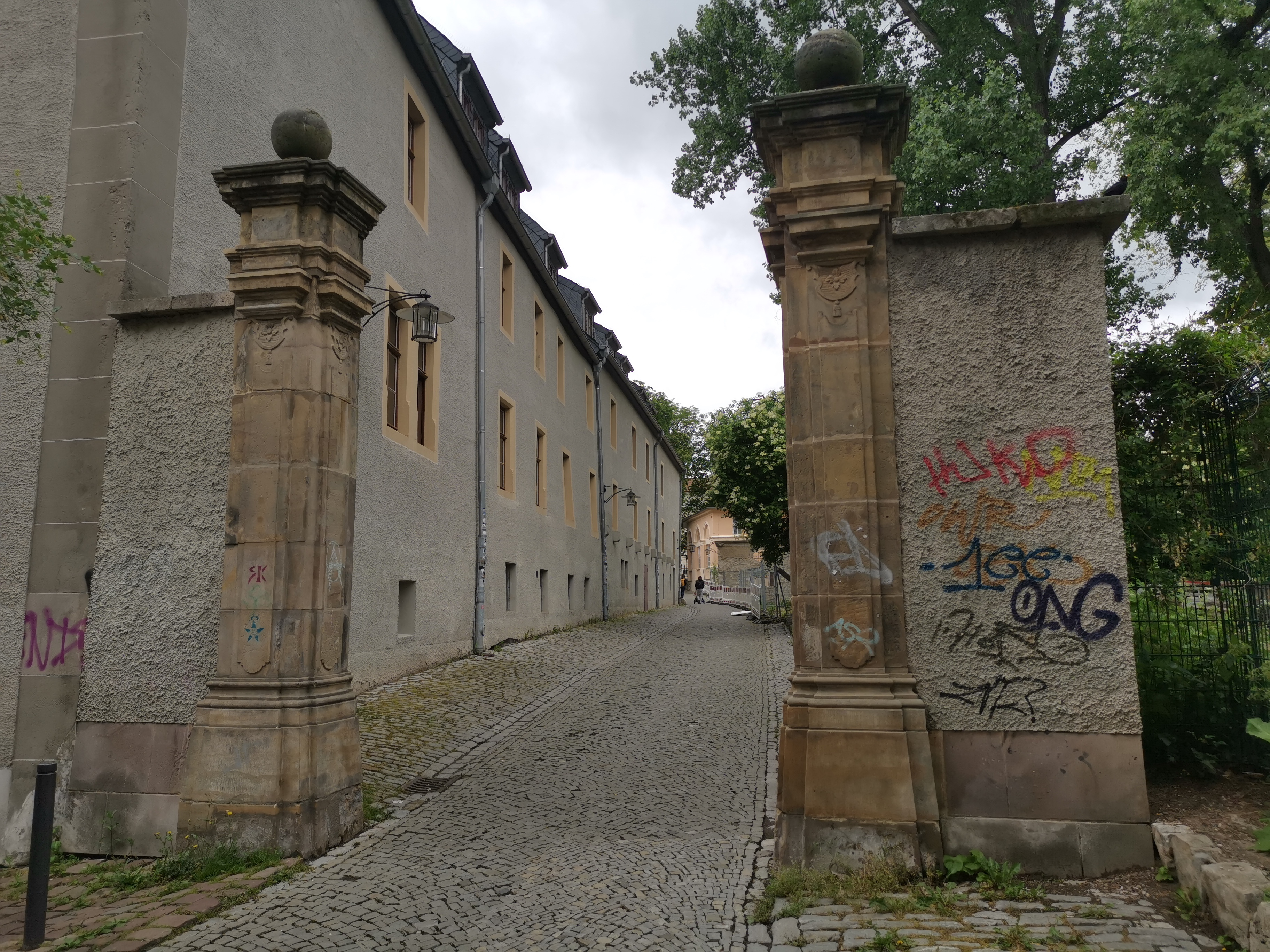
Der Fußweg am Zeughof zwischen dem Franziskanerkloster links und dem Zeughausgelände rechts

Der Blick in die entgegengesetzte Richtung, zur Rittergasse

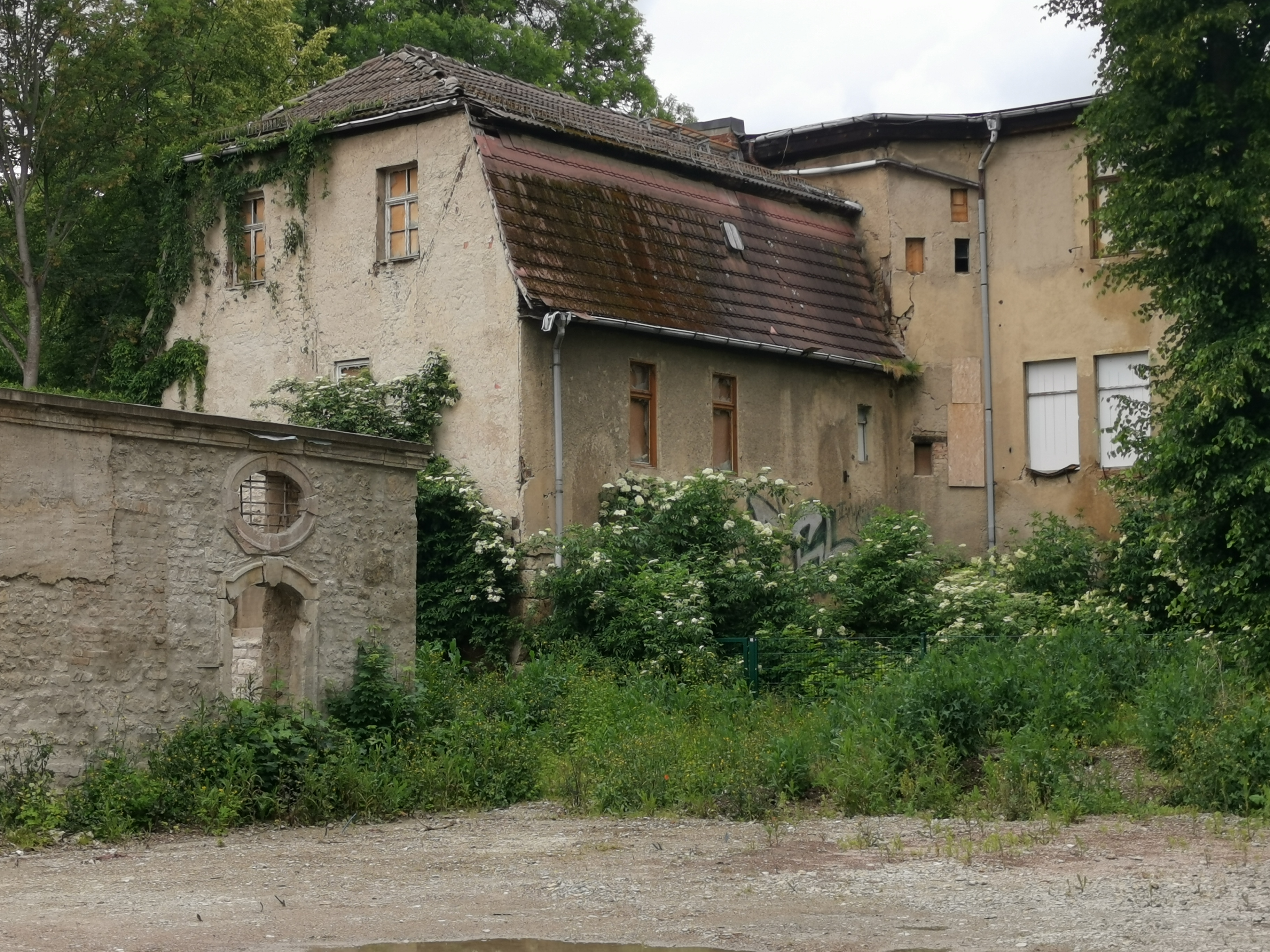
Die Rückseite des ehemaligen Zucht- und Waisenhausen in der Böttchergasse von Südost. Links die verbliebene Erdgeschosswand des Weimarer Zeughauses, Ansicht vom Fußweg am Zeughof, alle Gebäude links des Wegs wurden 1945 zerstört

Das ehemalige Zeughaus in Weimar wurde 1753 auf der Stelle des Dormitoriumsflügels des Franziskanerklosters erbaut.
Hier lagerten militärische Ausrüstungen und Waffen, aber auch Wagen und Geschütze. Wer das Gebäude entwarf, ist nicht sicher. Es wird aber Gottfried Heinrich Krohne als möglicher Schöpfer genannt. Die Nutzung als Zeughaus endete 1801, als Herzog Carl August die dort gelagerten Waffen auf Schloss Ettersburg bringen ließ. 1887 ging es in den Besitz des Künstlervereins über und wurde als „Künstlerheim“ mit Stammlokal und Ausstellungsräumen genutzt.
Das Zeughaus wurde beim Luftangriff im Februar 1945 so beschädigt, dass es Anfang der 1950er Jahre bis auf die Erdgeschossmauern abgetragen wurde. Der verbliebene Rest des Zeughauses steht auf der Liste der Kulturdenkmale in Weimar (Einzeldenkmale).
Im Zuge der Umnutzung der Wagenremise am Theaterplatz, heute Haus der Weimarer Republik, wurde ein Teil des Zeughauses mit genutzt. Das Gebäude besaß vor seiner Beschädigung 1945 einen Mittelrisalit und ist als zweigeschossiger Mansarddachbau der späten Barockzeit anzusehen.
In Verlängerung der Rittergasse nördlich am Kornhaus vorbei führt ein Durchgang, der Zeughof, dessen Namensgebung wiederum auf das Zeughaus zurückgeht. Zunächst wurde es für Ernst August II. (Sachsen-Weimar-Eisenach) als Wohnpalais genutzt, für den es ursprünglich errichtet wurde. Doch dieser starb wenige Jahre später mit nur 21 Jahren.
Das nördlich angrenzende Gebäude ist das Zucht- und Waisenhaus von 1713.
Östlich zur Geleitstraße hin gelegen befand sich auf dem Gelände das Landgerichtsgebäude, in dessen Hof auch Hinrichtungen ausgeführt wurden. 1906 fand dort ein Prozess gegen Rosa Luxemburg statt.